# Covedale
Covedale é um lugar designado pelo censo localizado no condado de Hamilton no estado estadounidense de Ohio. No Censo de 2010 tinha uma população de 6.447 habitantes e uma densidade populacional de 889 pessoas por km².

## Geografia
Covedale encontra-se localizado nas coordenadas 39° 07′ 36″ N, 84° 38′ 10″ O. Segundo a Departamento do Censo dos Estados Unidos, Covedale tem uma superfície total de 7.25 km², da qual 7.25 km² correspondem a terra firme e (0%) 0 km² é água.

## Demografia
Segundo o censo de 2010, tinha 6.447 habitantes residindo em Covedale. A densidade populacional era de 889 hab./km². Dos 6.447 habitantes, Covedale estava composto pelo 93.69% brancos, o 3.44% eram afroamericanos, o 0.03% eram amerindios, o 1.09% eram asiáticos, o 0.03% eram insulares do Pacífico, o 0.34% eram de outras raças e o 1.38% pertenciam a duas ou mais raças. Do total da população o 0.96% eram hispanos ou latinos de qualquer raça.

## Localidades na vizinhança
O diagrama seguinte representa as localidades num raio de 8 km ao redor de Covedale.